# 屏東三大日音樂節
屏東三大日音樂節（英語：Pingtung Spring Music Festival），由屏東縣政府於每年4月在屏東縣立體育館旁草地舉辦的大型演唱會。此活動於2018年起舉辦，「三大日」代表：第一是「春」天的春字，第二「大日」台語表示「好日子」的意思，第三是連續辦理三天。

## 起源
2017年屏東縣政府於屏東縣立體育館旁草地舉辦MV音樂會，以流行金曲帶領民眾回味青春情懷，二天活動人潮滿滿擠爆現場，2018年決定擴大規模舉辦「屏東三大日音樂節」。

## 歷屆卡司

### 2018屏東三大日音樂節
- 日期：2018年4月13日至4月15日 19:00～21:00[2]

| 出場順序                 | 歌手            | 表演時間     | 曲目 |
| 4月13日 那一年我們的記憶 |                 |              | |
| 1                        | MV播放 & 蔡振南 | 19:00～21:00 | 暗淡的月、大節女、空笑夢、黃昏的故鄉                                                                       |
| 4月14日 超態度音樂會     |                 |              | |
| 1                        | 宇宙人          | 19:00～19:40 | |
| 2                        | Hello Nico      | 19:40～20:10 | |
| 3                        | FLUX樂團        | 20:10～20:40 | |
| 4                        | Frandé 法蘭黛   | 20:40～21:10 | 眼妝花、永遠在一起、可是啊、Every Word、你結婚了嗎、心事、秋意濃、接下來要去哪、夜夜陪伴我                 |
| 4月15日 文青小宇宙       |                 |              | |
| 1                        | 奇哥            | 19:00～19:45 | |
| 2                        | 吳汶芳          | 19:45～20:10 | 無窮、心之所向、孤獨的總和、在意、國境之南、連名帶姓、美好、魚仔、愛拚才會贏                               |
| 3                        | 韋禮安          | 20:10～20:35 | 還是會、不需要知道、女孩                                                                                   |
|                          |                 | 20:35～20:45 | 有獎徵答活動                                                                                               |
| 4                        | 陳綺貞          | 20:45～21:15 | 就算全世界與我為敵、我親愛的偏執狂、失敗者的飛翔、讓我想一想、一起去巴黎、吉他手、旅行的意義、台北某個地方 |

### 2019屏東三大日音樂節
- 日期：2019年4月12日至4月14日 19:00～21:00[3]
- 轉播單位：三立電視

| 出場順序               | 歌手                  | 表演時間     | 曲目                                                                      |
| 4月12日 阿姨的少女時代 |                       |              |                                                                           |
| 1                      | 播放復古歌曲MV & 萬芳 | 19:00～21:00 | 碧海情天、我記得你眼裡的依戀、猜心、至少還有你、愛情限時批                |
| 4月13日 來這別繫零估帶 |                       |              |                                                                           |
| 1                      | 告五人                | 19:00～19:30 | 你要不要吃哈密瓜、跳海、愛在夏天、披星戴月的想你                          |
| 2                      | 小男孩樂團            | 19:30～20:00 | 征服、天使也會受傷、Feel The Heat                                         |
| 3                      | Tizzy Bac             | 20:00～20:30 | 失速人生、                                                                |
| 4                      | 楊乃文                | 20:30～21:00 | 星星堆滿天、女爵                                                          |
| 4月14日 文青唱歌不啪呆 |                       |              |                                                                           |
| 1                      | 許書豪                | 19:00～19:30 | 懸浮粒子、女巫、異樣眼光、路轉人不轉、不畏誰、別再叫我哥                  |
| 2                      | 魏如萱                | 19:30～20:00 | 一起去旅行、Donˊt cry donˊt cry、買你、I Will Be Fine、你啊你啊、好嗎好嗎 |
| 3                      | 蕭秉治 廷廷           | 20:00～20:30 | 我還是愛著你、偷偷的、我好想好想你                                        |
| 4                      | A-Lin                 | 20:30～21:00 | 大大的擁抱、你點的歌救了我、最佳男主角、有一種悲傷、一直走                |

### 2020屏東三大日音樂節
- 日期：2020年8月14日至8月16日 19:00～21:30（受嚴重特殊傳染性肺炎影響，原訂4月延後至8月舉辦）[4]
- 轉播單位：東森新聞

| 出場順序                 | 歌手       | 表演時間     | 曲目                                                                 |
| 8月14日 90ˊs首席怪潮玉女 |            |              |                                                                      |
| 1                        | DJ Cookie  | 19:00～20:00 |                                                                      |
| 2                        | 蘇慧倫     | 20:00～21:00 | Lemon Tree、鴨子、安和、真面目、我一個人住、在我生命中的每一天       |
| 8月15日 搖滾熱血狂想曲   |            |              |                                                                      |
| 1                        | 原子邦妮   | 19:00～19:30 |                                                                      |
| 2                        | 法蘭黛樂團 | 19:30～20:00 |                                                                      |
| 3                        | 老王樂隊   | 20:00～20:30 | 這樣就好 這樣就好、他們在鐵皮屋頂上奔跑、我還年輕 我還年輕           |
| 4                        | 茄子蛋     | 20:30～21:00 | 浪流連、聞道有先後，術業有專攻、阿明與我、親愛的無情孫小美、浪子回頭 |
| 8月16日 文青的夏曲呢喃   |            |              |                                                                      |
| 1                        | 鄭心慈     | 18:30～19:00 | 幸福藏在哪裡、想念是最遠的旅行、無名花、大大的擁抱                   |
| 2                        | 高爾宣     | 19:00～19:30 | Everybody Bounce、So Bad、Without You                                |
| 3                        | 吳卓源     | 19:30～20:00 | Player 玩家、Planes, Trains and Automobiles、七十億分之一、買榜      |
| 4                        | 林宥嘉     | 20:00～20:30 | 成全、天真有邪、說謊、自然醒                                         |
| 5                        | 周興哲     | 20:30～21:00 | 怎麼了、如果雨之後、Something About LA、一樣美麗                     |

### 2021屏東三大日音樂節
- 日期：2021年4月9日至4月11日 19:00～21:00[5]
- 轉播單位：三立電視

| 出場順序               | 歌手            | 表演時間     | 曲目                                                                                       |
| 4月9日 經典回憶那年代  |                 |              |                                                                                            |
| 1                      | 金智娟          | 19:00～19:30 | 河堤上的傻瓜、愛的超人、為何夢見他、大雨、飄洋過海來看你、就在今夜                         |
| 2                      | 萬芳            | 19:30～20:00 | 不確定、夜照亮了夜、模樣、Love yourself、新不了情                                          |
| 3                      | 戴愛玲          | 20:00～20:30 | 愛靈靈、了不起寂寞、千年之戀、空港、對的人                                                 |
| 4                      | 屏東縣長 潘孟安 | 20:30～20:40 | 祈禱                                                                                       |
| 5                      | 陳勢安          | 20:40～21:10 | 心之所往、兜轉、舒服、再痛也沒關係、天后、勢在必行                                         |
| 4月10日 文青悠遊練繾綣 |                 |              |                                                                                            |
| 1                      | 閻奕格          | 19:00～19:25 | 也可以、少了一件牛仔褲、You&I、愛上現在的我                                                |
| 2                      | 李友廷          | 19:25～19:50 | 直到我遇見了你、你醜得像是髒話、不算是完美、誰如果你也愛我就好了                           |
| 3                      | 白安            | 19:50～20:15 | 尋找精靈、接下來是什麼、我只想在乎我在乎的、最想見到你、白色、是什麼讓我遇見這樣的你       |
| 4                      | 鼓鼓 呂思緯     | 20:15～20:40 | 嗯哼VS可以唷、為愛而愛、我們的主場（feat.潘君侖）、射手（feat.潘君侖）                     |
| 5                      | 田馥甄          | 20:40～21:00 | 先知、你就不要想起我、無人知曉                                                             |
| 4月11日 搖滾熱血來朝拜 |                 |              |                                                                                            |
| 1                      | 好樂團          | 19:00～19:30 | 或許我們都忘了最初說過的話、出口、我把我的青春給你、我們一樣可惜、他們說我是沒有用的年輕人 |
| 2                      | 告五人          | 19:30～20:00 | 愛人錯過、醜人多作怪、WEWE、法蘭西多士、披星戴月的想你                                     |
| 3                      | 婁峻碩          | 20:00～20:30 | NEVER LAND、Key、BLUE SKY、FEEL、COLORFUL                                                  |
| 4                      | 滅火器          | 20:30～21:00 | 繼續向前行、南國的風、海上的人、晚安台灣、十二月的妳、長途夜車                             |

### 2022屏東三大日音樂節
- 日期：2022年4月8日至4月10日 19:00～21:00[6]
- 轉播單位：三立電視

| 出場順序 | 歌手       | 表演時間     | 曲目                                                                                             |
| 4月8日   |            |              |                                                                                                  |
| 1        | 子育       | 19:00～19:30 | 對面的男孩看過來、明天也要作伴、Kiss Me、童話、被動                                              |
| 2        | 林曉培     | 19:30～20:00 | She Knows、她的眼淚、手太小、煩、心動                                                            |
| 3        | 周蕙       | 20:00～20:30 | 彎彎的月光、好想好好愛你、天天想你、愛的路上我和你、約定                                         |
| 4        | 李翊君     | 20:30～21:00 | 雨蝶、七情六慾、苦海女神龍、萍聚、風中的承諾、諾言                                               |
| 4月9日   |            |              |                                                                                                  |
| 1        | 理想混蛋   | 19:00～19:30 | 我要用黑魔法把你變成一隻魚、愚者、我就想你、我反芻著你的寂寞、不是因為天氣晴朗才愛你             |
| 2        | 麋先生     | 19:30～20:00 | 廢廢、Mr.ME、聲音、長成什麼樣子算愛情、嗜愛動物                                                  |
| 3        | 持修       | 20:00～20:30 | 根本不是我對手、已經都壞掉了、我還在你的夢裡嗎、正想著你呢、Imma Get A New One                   |
| 4        | 大淵MUTA   | 20:30～21:00 | FatBoyGang、山山、蘇菲阿姨、過得爽爽                                                             |
| 5        | 瘦子E.SO   | 21:00～21:30 | YSG Intro、Way Up、WAIT、伯父、稱讚她的美、Amazing                                               |
| 4月10日  |            |              |                                                                                                  |
| 1        | 琳誼       | 18:30～18:50 | 癡情男子漢、長大了以後、蚵仔麵線                                                                 |
| 2        | 魏嘉瑩     | 18:50～19:15 | 玫瑰少年、飛、魚、我還是不懂、喜歡我吧                                                           |
| 3        | ?te壞特    | 19:15～19:35 | Cazzo、睡不著、Seh Ah Seh                                                                        |
| 4        | 小宇宋念宇 | 19:35～19:55 | 無視生非、所謂的愛、怎麼忘記了你                                                                 |
| 5        | 徐佳瑩     | 19:55～20:20 | 雛形、真的傻、現在不跳舞要幹嘛、身騎白馬                                                         |
| 6        | 動力火車   | 20:20～21:00 | 第一滴淚、繼續轉動、除了愛你還能愛誰、跳上車子離開傷心的台北、忠孝東路走九遍、我很好騙、彩虹、當 |

### 2023屏東三大日音樂節
- 日期：2023年4月7日至4月9日 19:00～21:00
- 轉播單位：三立電視

| 出場順序      | 歌手            | 表演時間     | 曲目 |
| 4月7日 經典夜 |                 |              | |
| 1             | 蕭閎仁          | 19:00～19:30 | 〈鬼才懂你〉、〈怎麼了〉、〈忘記吧〉、〈昨暝的我已經死了〉、〈看欲落去〉                                        |
| 2             | 郭靜            | 19:30～20:00 | 〈你怎麼還不睡呢〉、〈陪著我的時候想著她〉、〈心牆〉、〈在樹上唱歌〉、〈下一個天亮〉                            |
| 3             | 主持人 楊程鈞   | 20:00～20:10 | 〈烏梅子醬〉 |
| 4             | 徐懷鈺          | 20:10～20:30 | 〈妙妙妙〉、〈Na Na Na〉、〈友情卡片〉、〈我是女生〉                                                            |
| 5             | 詹雯婷          | 20:30～21:00 | 〈月牙灣〉、〈詠愛〉、〈焚風〉、〈我要飛〉                                                                      |
| 4月8日 文青夜 |                 |              | |
| 1             | FEniX           | 19:00～19:20 | 〈Fire Fighter〉、〈無名賊〉、〈Look At Me〉                                                                    |
| 2             | Karencici       | 19:20～19:40 | 〈99% Angel〉、〈Kiss Me〉、〈GO LUV URSELF〉、〈R&B GIRL〉                                                     |
| 3             | 屏東縣長 周春米 | 19:40～19:50 | 〈心花開〉 |
| 4             | 法蘭            | 19:50～20:10 | 〈都是你害的〉、〈角色留給你〉、〈接住我〉                                                                      |
| 5             | 蕭秉治          | 20:10～20:30 | 〈不按牌理出牌 & 感覺犯 & 射手〉組曲、〈外人〉、〈毒藥〉、〈我還是愛著你〉                                      |
| 6             | 蔡健雅          | 20:30～21:00 | 〈別找我麻煩〉、〈我要給世界最悠長的濕吻〉、〈讓浪漫作主〉、〈Beautiful Love〉                                  |
| 4月9日 搖滾夜 |                 |              | |
| 1             | 理想混蛋        | 19:00～19:30 | 〈Easy Peasy〉、〈天真世界的叛徒〉、〈再一次就好〉、〈今天星期六〉、 〈不是因為天氣晴朗才愛你〉〈我就想你〉組曲 |
| 2             | 宇宙人          | 19:30～20:00 | 〈陪我玩〉、〈你的樣子〉、〈藍色的你〉、〈那你呢〉、〈如果我們還在一起〉                                        |
| 3             | 陳芳語          | 20:00～20:30 | 〈4am calls〉、〈9 Million〉、〈小缺點〉、〈愛你〉                                                              |
| 4             | 盧廣仲          | 20:30～21:00 | 〈天黑黑〉、〈狂迪〉、〈雨時多雲偶陣晴〉、〈魚仔〉、 〈刻在我心底的名字〉、〈勵志論〉、〈我愛你〉               |

### 2024屏東三大日音樂節
- 日期：2024年4月12日至4月14日 19:00～21:00
- 轉播單位：三立電視

| 出場順序 | 歌手      | 表演時間     | 曲目                                                                         |
| 4月12日  |           |              |                                                                              |
| 1        | 李子森    | 19:00～19:20 | 一場遊戲一場夢、如果聽到請回答、我懷念的                                     |
| 2        | 魏如昀    | 19:20～19:40 | 想見你想見你想見你、蝶戀、秋鄉、聽見下雨的聲音                               |
| 3        | 蔡旻佑    | 19:40～20:05 | 好不好、最安靜的話、你看不到的天空、我可以                                   |
| 4        | 卓文萱    | 20:05～20:30 | Super No.1、愛我好嗎、癮、不要不要                                           |
| 5        | 溫嵐      | 20:30～21:00 | 熱浪、同手同腳、夏天的風、祝我生日快樂、女力                                 |
| 4月13日  |           |              |                                                                              |
| 1        | 原子邦妮  | 19:00～19:30 | 深夜情歌、回憶的海浪與遠去的前任、我註定不是和你相愛的人、謝謝你曾經讓我悲傷 |
| 2        | 麋先生    | 19:30～20:00 | 廢廢、天生寂寞、笨蛋、都是浪漫害的、嗜愛動物                                 |
| 3        | 芒果醬    | 20:00～20:30 | 飛吧!萊特、團長、夏夜晚風、我喜歡你、小紫aka給我錢、阿基里斯                 |
| 4        | 張震嶽    | 20:30～21:00 | 思念是一種病、愛我別走、愛的初體驗、自由                                     |
| 4月14日  |           |              |                                                                              |
| 1        | 吳獻Oseam | 19:00～19:15 | Nissan Freestyle、雲的距離、我們只在地球住幾晚、小林綠                       |
| 2        | 黃玠瑋    | 19:15～19:35 | 游牧、面對明日的勇氣、我們終會相聚、喜歡一個人                               |
| 3        | 楊程鈞    | 19:35～19:45 | 不是因為天氣晴朗才愛你、藏不住                                               |
| 4        | 陳華      | 19:45～20:10 | 無歡、短暫的愛過我、愛的氛圍裡窒息、不想跟你保持距離、想和你看五月的晚霞     |
| 5        | Ozone     | 20:10～20:40 | Unicorn、Purple Days、O.A.O.、Running Running Running                        |
| 6        | 魏如萱    | 20:40～21:00 | HAVE A NICE DAY、買你、你啊你啊、彼個所在                                    |

### 2025屏東三大日音樂節
- 日期：2025年4月11日至4月13日 19:00～21:30
- 轉播單位：三立電視

| 出場順序 | 歌手       | 表演時間    | 曲目                                                                                            |
| 4月11日  |            |             |                                                                                                 |
| 1        | 楊程鈞     | 19:00~19:15 | 天后、家的方向                                                                                  |
| 2        | 于台煙     | 19:15~19:40 | 想你的夜、我情願、我想你不是真心愛我、牽阮的手、化妝舞會                                        |
| 3        | 李麗芬     | 19:40~20:15 | 得意的笑、愛情、偶然、愛江山更愛美人、風中的早晨                                                |
| 4        | 殷正洋     | 20:15~20:45 | 守著陽光守著你、橄欖樹、再別康橋、恰似你的溫柔、城裡的月光                                      |
| 5        | 曾心梅     | 20:45~21:15 | 天公疼憨人、酒是舞伴你是生命、紀念品、思念你的心肝你敢知、四月望雨(四季紅+月夜愁+望春風+雨夜花) |
| 6        | 孫淑媚     | 21:15~21:40 | 我要閃閃爍、組曲(約束+愛人啊+秘密情人+媽媽你無對我講)、流星雨                                   |
| 4月12日  |            |             |                                                                                                 |
| 1        | 溫室雜草   | 19:00~19:25 | 正約之歌、How to be a boy、快樂的形狀、泥巴                                                     |
| 2        | 宋德鶴     | 19:25~19:50 | 你聽見了嗎、三年後的大雪、藍鯨、迷路、燈塔                                                      |
| 3        | 小男孩樂團 | 19:50~20:15 | Hey Girl、我想要擁有你、時光冉冉、我的驕傲                                                      |
| 4        | 許富凱     | 20:15~20:40 | 憂愁、我若不會愛過你、棉照被、愛情限時批（feat.屏東縣長周春米）                                 |
| 5        | 芒果醬     | 20:40~21:15 | 小紫aka給我錢、我不想工作aka我會中樂透、敢有人愛我、月亮、我喜歡你、陳小魚aka你的心我的心       |
| 6        | 血肉果汁機 | 21:15~21:50 | 愛情99、中港方程式、馬里亞納、太子哥、關閉太陽、伊ㄟ身邊已經有別人2023（feat.許富凱）           |
| 4月13日  |            |             |                                                                                                 |
| 1        | ANGIE安吉  | 19:00~19:25 | 檸檬草的味道、Close your eyes、我們的天空、Caramel Eyes、想像我們                               |
| 2        | 楊乃文     | 19:25~20:05 | 思緒的盡頭、Monster、證據、星星堆滿天、說不出口、靜止                                           |
| 3        | 美秀集團   | 20:05~20:50 | 我要你愛、魔神、懲罰、心悶、床母記號、愛情的大壞蛋、偷偷愛、小老婆、捲菸                        |
| 4        | 畢書盡     | 20:50~21:15 | Come Back to Me、Be Your Light、跟自己說再見、Love More                                         |
| 5        | 羅志祥     | 21:15~21:40 | 夠了、戀愛達人、有點愛、愛瘋頭、鬧翻天                                                          |

## 外部連結
- 2025屏東三大日音樂節官方網站（页面存档备份，存于）